# Stranka demokratske aktivnosti
Stranka demokratske aktivnosti (A-SDA) bila je bošnjačka bosanskohercegovačka politička stranka, osnovana 4. veljače 2008. u Cazinu. Osnivači stranke su Nermin Ogrešević i Rifet Hozanović.

## Povijest
Vodstvo SDA je zbog nepoštovanja odluka i zaključaka koje je donio Glavni odbor SDA u Sarajevu i Županijski odbor SDA u Unsko-sanskoj županiji smijenilo svoje stranačko vodstvo u općinskoj organizaciji u Cazinu i uvelo privremene mjere u roku od šest mjeseci. Nakon što je vodstvo odbacilo žalbe i potvrdilo izrečene mjere, smijenjeni dužnosnici, koji su bili na visokim položajima u stranci, ali i u općinskoj i županijskoj vlasti, usporitivili su se odlukama vodstva. Optužili su vodstvo i predsjednika Sulejmana Tihića da su napustili izvorna načela SDA iz 1990-ih.
Inicijatori za osnivanje nove, izdvojene stranke, bili su načelnik Cazina Nermin Ogrešević i predsjednik Skupštine Unsko-sanske županije Admir Hadžipašić. Stranka je osnovana 4. veljače 2008. u Cazinu, a nazvana je Stranka demokratske aktivnosti (A-SDA). Njezini osnivači bili su Ogrešević i Rifet Hozanović. Na Osnivačkoj skupštini za predsjednika stranke bio je izabran Izet Hadžić, prvi guverner Tuzlanske županije. Dvojica osnivača izabrani su u Predsjedništvo, zajedno s Mujom Beganovićem, Jasminom Emrićem, Muhamedom Aldžićem, Hašimom Kujundžićem, Sejfom Dedićem, Beganom Muhićem, Hamdijom Numićem, Mustafom Nunkovićem, Muharemom Hadžićem i Muhamedom Alićem. Po osnivanju, stranci je pristupilo 13 od 16 vijećnika SDA iz Općinskog vijeća Cazin i 6 od 12 zastupnika SDA u Skupštini Unsko-sanske županije.
Na Drugom kongresu A-SDA održanom u Zenici 23. studenog 2013., za predsjednika stranke je izabran Ogrešević, a za njegovog zamjenika Haris Neimarlija. Za potpredsjednike stranke izabrani su Began Muhić i Refik Kurgaš, dok je drugi inicijator osnivanja stranke, Hadžipašić izabran za glavnog tajnika.

## Izborni uspjesi

### Lokalni izbori
2008.
Prvi izbori na kojima je A-SDA sudjelovala nakon osnivanja bili su lokalni izbori održani u listopadu 2008. No, A-SDA nije polučila uspješne razultate. Nermin Ogrešević je ponovno izabran za načelnika Cazina s 10 089 (38.95%) glasova, a stranka je osvojila i relativnu većinu u Općinskom vijeću, 11 od 30 vijećnika.
2012.
Na lokalnim izborima održanim u listopadu 2012., Ogrešević je ponovno izabran za načelnika Cazina s 14 658 (51.68%) glasova. U Općinskom vijeću Cazina, A-SDA je uspjela povećati broj vijećnika s 11 na 13, od ukupno 30.
2016.
Na lokalnim izborima održanim u listopadu 2016., Ogrešević je ponovno izabran za načelnika Cazina s 16 245 (58,24%) glasova. U Općinskom vijeću Cazina, A-SDA je uspjela povećati broj vijećnika s 13 na 15, od ukupno 30.

### Opći izbori
2010.
Prvi opći izbori na kojima je sudjelovala A-SDA bili su izbori održani u listopadu 2010. Na njima je A-SDA istaknula svog kandidata za bošnjačkog člana Predsjedništva BiH, Đemala Latića, koji je, međutim, dobio 8738 (1,87%) glasova i završio šesti. Za bošnjačkog člana Predsjedništva bio je izabran Bakir Izetbegović iz SDA, sin Alije Izetbegovića.
Nije osvojila ni jedno zastupničko mjesto u Zastupničkom domu PS BiH, no dobila je jednog zastupnika u Zastupničkom domu PFBiH iz izborne jedinice 1 (Unsko-sanska županija). Za zastupnicu je bila izabrana Jasminka Durić s 4981 glasom.
A-SDA nije polučila ni veći izborni uspjeh u izborima za županijske skupštine. U Skupštini Unsko-sanske županije, gdje su jedino status parlamentarne stranke, dobili su 4 od 30 zastupnika.
2014.
Na njima je A-SDA istaknula svog kandidata za potpredsjednika Republike Srpske, Sejfudina Tokića, koji je, međutim, dobio 11312 (1,69%) glasova i završio četvrti.
Osvojila je jedno zastupničko mjesto u Zastupničkom domu PS BiH. Za zastupnika je bio izabran Jasmin Emrić s 7660 glasom. Dobila je dva zastupnika u Zastupničkom domu PFBiH iz izborne jedinice 1 (Unsko-sanska županija).
U Skupštini Unsko-sanske županije, dobili su 6 od 30 zastupnika. U Skupštini Zeničko-dobojske županije, dobili su 2 od 35 zastupnika. U Skupštini Bosansko-podrinjske županije Goražde, dobili su 1 od 25 zastupnika.